# Campionati del mondo di atletica leggera 1983 - 100 metri piani maschili
Le gare dei 100 metri piani maschili dei Campionati del mondo di atletica leggera 1983 si sono svolte tra il 7 e l'8 agosto.

## Podio
| Pos.    | Atleta       | Nazionalità | Tempo | Note |
| ------- | ------------ | ----------- | ----- | ---- |
| Oro     | Carl Lewis   | Stati Uniti | 10"07 |      |
| Argento | Calvin Smith | Stati Uniti | 10"21 |      |
| Bronzo  | Emmit King   | Stati Uniti | 10"24 |      |

## Situazione pre-gara

### Record
Prima della competizione, erano in vigore i seguenti record della specialità:
| Record                | Prestazione  | Atleta                   | Data e luogo                                |
| --------------------- | ------------ | ------------------------ | ------------------------------------------- |
| Record mondiale       | 9"93         | Calvin Smith Stati Uniti | 3 luglio 1983 Colorado Springs, Stati Uniti |
| Record dei campionati | Nuovo evento | Nuovo evento             | Nuovo evento                                |

### Campioni in carica
| Campione | Atleta                  | Prestazione  | Data                                   | Competizione                |
| -------- | ----------------------- | ------------ | -------------------------------------- | --------------------------- |
| Olimpico | Allan Wells Regno Unito | 10"25        | 25 luglio 1980 Mosca, Unione Sovietica | Giochi della XXII Olimpiade |
| Mondiale | Nuovo evento            | Nuovo evento | Nuovo evento                           | Nuovo evento                |

### La stagione
Prima di questa gara, gli atleti con le migliori tre prestazioni dell'anno erano:
| Pos. | Atleta                    | Prestazione | Data                                         |
| ---- | ------------------------- | ----------- | -------------------------------------------- |
| 1    | Calvin Smith Stati Uniti  | 9"93        | 9 aprile 1983 Air Force Academy, Stati Uniti |
| 2    | Carl Lewis Stati Uniti    | 9"97        | 13 febbraio 1983 Modesto, Stati Uniti        |
| 3    | Darrell Green Stati Uniti | 10"08       | 9 aprile 1983 San Angelo, Stati Uniti        |

## La gara
Gli atleti statunitensi sono i favoriti per le medaglie. Un mese prima della competizione, Calvin Smith ha realizzato a Colorado Springs il nuovo primato mondiale della specialità con il tempo di 9"93, migliorando di due centesimi il precedente record di Jim Hines stabilito ai Giochi olimpici di Città del Messico 1968. Ad insidiarlo ci sono i connazionali Carl Lewis ed Emmit King, quest'ultimo già medaglia di bronzo ai Giochi panamericani di San Juan 1979 (dove Lewis fu bronzo nel salto in lungo). Per un posto sul podio anche il campione olimpico in carica Allan Wells e il campione europeo in carica Frank Emmelmann, mentre per l'Italia gareggia il ventenne Pierfrancesco Pavoni (argento agli Europei di Atene 1982).
I migliori tempi delle batterie sono quelli di Lewis (10"20) e Smith (10"27), con Pavoni che non riesce a qualificarsi per le semifinali. Le semifinali vengono vinte rispettivamente da Smith (10"22 ventoso) e Lewis (10"28), mentre il tedesco Emmelmann non riesce a centrare il traguardo della finale. Escono di scena anche il canadese Ben Johnson e il giamaicano Ray Stewart. La finale sarà quindi composta dalla terna statunitense (Lewis, King e Smith, quest'ultimo in ottava corsia), dai due europei Welles (Regno Unito) e Haas (Germania Ovest), dal dominicano Núñez, dall'australiano Narracott e dal canadese Williams.
In finale parte forte Emmit King, che resta in testa fino ai 60 metri per poi essere rimontato da Lewis e Smith. Carl Lewis diventa così il primo campione mondiale dei 100 metri piani nella storia della competizione, concludendo la gara con il tempo di 10"07 (aiutato da un vento a favore di 1,2 m/s). Medaglia d'argento per il primatista mondiale Calvin Smith (10"21) e bronzo per King (10"24), che paga nel finale. Resta fuori dal podio il campione olimpico in carica Allan Welles, ormai in fase calante, seguito da Núñez e Haas.

## Risultati

### Batterie
Si qualificano per le semifinali i primi quattro classificati di ogni serie.

#### Batteria 1
| Pos. | Nome              | Nazionalità  | Tempo | Note |
| ---- | ----------------- | ------------ | ----- | ---- |
| 1    | Calvin Smith      | Stati Uniti  | 10"27 | Q    |
| 2    | Tony Sharpe       | Canada       | 10"36 | Q    |
| 3    | Paul Narracott    | Australia    | 10"37 | Q    |
| 4    | Thomas Schröder   | Germania Est | 10"45 | Q    |
| 5    | Ernest Obeng      | Ghana        | 10"51 |      |
| 6    | Innocent Egbunike | Nigeria      | 10"52 |      |
| 7    | Luke Watson       | Regno Unito  | 10"57 |      |
| 8    | Everard Samuels   | Giamaica     | 10"65 |      |

#### Batteria 2
| Pos. | Nome                   | Nazionalità       | Tempo | Note |
| ---- | ---------------------- | ----------------- | ----- | ---- |
| 1    | Carl Lewis             | Stati Uniti       | 10"20 | Q    |
| 2    | Ray Stewart            | Giamaica          | 10"37 | Q    |
| 3    | Cameron Sharp          | Regno Unito       | 10"41 | Q    |
| 4    | Frank Emmelmann        | Germania Est      | 10"46 | Q    |
| 5    | Christopher Brathwaite | Trinidad e Tobago | 10"57 |      |
| 6    | Robson da Silva        | Brasile           | 10"66 |      |
| 7    | Marian Woronin         | Polonia           | 10"72 |      |
| 8    | Lester Benjamin        | Antigua e Barbuda | 10"86 |      |

#### Batteria 3
| Pos. | Nome            | Nazionalità      | Tempo | Note |
| ---- | --------------- | ---------------- | ----- | ---- |
| 1    | Desai Williams  | Canada           | 10"31 | Q    |
| 2    | Allan Wells     | Regno Unito      | 10"37 | Q    |
| 3    | Juan Núñez      | Rep. Dominicana  | 10"39 | Q    |
| 4    | Osvaldo Lara    | Cuba             | 10"44 | Q    |
| 5    | Chidi Imoh      | Nigeria          | 10"45 |      |
| 6    | Viktor Bryzgin  | Unione Sovietica | 10"55 |      |
| 7    | Gerrard Keating | Australia        | 10"59 |      |
| 8    | István Tatár    | Ungheria         | 10"65 |      |

#### Batteria 4
| Pos. | Nome                 | Nazionalità    | Tempo | Note |
| ---- | -------------------- | -------------- | ----- | ---- |
| 1    | Emmit King           | Stati Uniti    | 10"30 | Q    |
| 2    | Christian Haas       | Germania Ovest | 10"36 | Q    |
| 3    | Leandro Peñalver     | Cuba           | 10"38 | Q    |
| 4    | Ben Johnson          | Canada         | 10"40 | Q    |
| 5    | Pierfrancesco Pavoni | Italia         | 10"44 |      |
| 6    | Antoine Richard      | Francia        | 10"44 |      |
| 7    | Ferenc Kiss          | Ungheria       | 10"53 |      |
| 8    | Valentin Atanasov    | Bulgaria       | 10"63 |      |

### Semifinali
Si qualificano per la finale i primi quattro classificati di ogni serie.

#### Semifinale 1
| Pos. | Nome             | Nazionalità     | Tempo   | Note |
| ---- | ---------------- | --------------- | ------- | ---- |
| 1    | Calvin Smith     | Stati Uniti     | 10"22 w | Q    |
| 2    | Allan Wells      | Regno Unito     | 10"35 w | Q    |
| 3    | Juan Núñez       | Rep. Dominicana | 10"36 w | Q    |
| 4    | Emmit King       | Stati Uniti     | 10"36 w | Q    |
| 5    | Frank Emmelmann  | Germania Est    | 10"40 w |      |
| 6    | Ben Johnson      | Canada          | 10"44 w |      |
| 7    | Tony Sharpe      | Canada          | 10"44 w |      |
| 8    | Leandro Peñalver | Cuba            | 10"47 w |      |

#### Semifinale 2
| Pos. | Nome            | Nazionalità    | Tempo | Note |
| ---- | --------------- | -------------- | ----- | ---- |
| 1    | Carl Lewis      | Stati Uniti    | 10"28 | Q    |
| 2    | Paul Narracott  | Australia      | 10"38 | Q    |
| 3    | Desai Williams  | Canada         | 10"39 | Q    |
| 4    | Christian Haas  | Germania Ovest | 10"39 | Q    |
| 5    | Ray Stewart     | Giamaica       | 10"40 |      |
| 6    | Cameron Sharp   | Regno Unito    | 10"43 |      |
| 7    | Osvaldo Lara    | Cuba           | 10"46 |      |
| 8    | Thomas Schröder | Germania Est   | 10"52 |      |

### Finale
La finale si è svolta lunedì 8 agosto.
| Posizione | Corsia | Atleta         | Nazionalità     | Tempo | Note |
| --------- | ------ | -------------- | --------------- | ----- | ---- |
| Oro       | 3      | Carl Lewis     | Stati Uniti     | 10"07 |      |
| Argento   | 8      | Calvin Smith   | Stati Uniti     | 10"21 |      |
| Bronzo    | 2      | Emmit King     | Stati Uniti     | 10"24 |      |
| 4         | 1      | Allan Wells    | Regno Unito     | 10"27 |      |
| 5         | 7      | Juan Núñez     | Rep. Dominicana | 10"29 |      |
| 6         | 4      | Christian Haas | Germania Ovest  | 10"32 |      |
| 7         | 6      | Paul Narracott | Australia       | 10"33 |      |
| 8         | 5      | Desai Williams | Canada          | 10"36 |      |